# 具冠马先蒿
具冠马先蒿（学名：Pedicularis cristatella）为列当科马先蒿属的植物，为中国的特有植物。分布在中国大陆的四川、甘肃等地，生长于海拔1,900米至2,950米的地区，见于谷中草地上、岩壁上以及亦生河岸柳梢林中，目前尚未由人工引种栽培。